# Brea ralumensis
Brea ralumensis är en tvåvingeart som beskrevs av Günther Enderlein 1924. Brea ralumensis ingår i släktet Brea och familjen bredmunsflugor. Inga underarter finns listade i Catalogue of Life.